# Lasioglossum okinawa
Lasioglossum okinawa är en biart som beskrevs av Ebmer och Maeta 1999. Lasioglossum okinawa ingår i släktet smalbin, och familjen vägbin. Inga underarter finns listade i Catalogue of Life.